# Liu Yunpeng
Liu Yunpeng, född 24 oktober 1962, är en friidrottare från Kina. Han deltog vid olympiska sommarspelen 1984.